# Jaume Sabater Vallès
Jaume Sabater Vallés (Reus, 1899 - 1978) va ser un metge català.

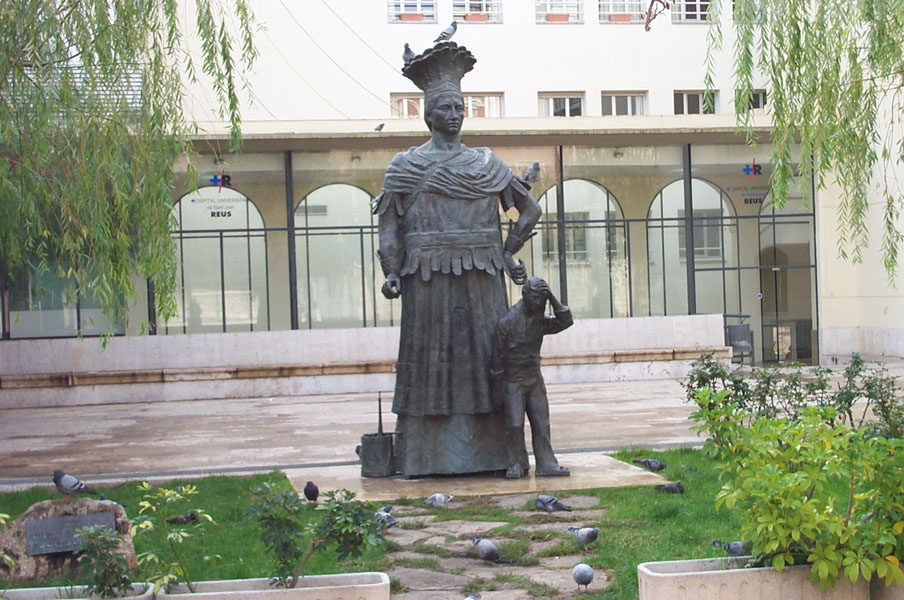
Plaça de Jaume Sabater amb el gegant indi

Va estudiar batxillerat a Reus i la carrera de medicina a Madrid i es va especialitzar en malalties del tòrax. Cap al 1923 s'instal·là a Reus. A més de ferm partidari de mesures preventives contra la tuberculosi, com ara el contacte amb la natura, va ser l'introductor de la pràctica del pneumotòrax, que va ser clau en la lluita contra la malaltia fins a l'aparició dels antibiòtics i quimioteràpics. Va ser director del dispensari provincial antituberculós de Reus des de la seva obertura el 1928 fins al 1969. Va ser membre del grup d'escriptors local anomenats "La Peixera" però no consta cap obra seva publicada i els seus escrits foren sempre en revistes mèdiques, com ara el Boletín Médico de Reus, Fulls clínics, i també a la Revista del Centre de Lectura, entitat amb la qual col·laborà. El 1931 participà en les interessants "Converses sobre temes d'interès local" que serviren després per planificar la política municipal durant la República. Amb el doctor Domènech van fer un viatge d'estudis a Suïssa, el 1932, per conèixer amb detall les escoles d'aire i sol que volien implantar aquí. Al Centre de Lectura va ser un dels impulsors, el 1953, de l'Hemeroteca Mèdica, una associació que utilitzava unes sales de l'entitat i que reunia els metges de Reus i de la comarca, on es rebien subscripcions de revistes mèdiques europees i americanes, per tal de mantenir al dia els coneixements professionals i publicava una revista: Acta Clínica de Hemeroteca Médica, on els metges reusencs hi feien aportacions.
Fa pocs anys se li va dedicar una plaça a Reus, al carrer de Sant Joan, on hi ha l'estàtua del gegant indi, al costat de l'Hospital i del Dispensari Antituberculós.

## Enllaços de referència
- Jaume Sabater i Vallès | Galeria de Metges Catalans